# Sisim
Sisim är en ort i Mexiko.   Den ligger i kommunen Chalchihuitán och delstaten Chiapas, i den sydöstra delen av landet, 700 km öster om huvudstaden Mexico City. Sisim ligger 1 207 meter över havet och antalet invånare är 234.
Terrängen runt Sisim är bergig västerut, men österut är den kuperad. Terrängen runt Sisim sluttar norrut. Runt Sisim är det ganska tätbefolkat, med 134 invånare per kvadratkilometer. Närmaste större samhälle är Simojovel de Allende, 13,2 km nordväst om Sisim. I omgivningarna runt Sisim växer i huvudsak städsegrön lövskog.